# Desilo
Desilo je podvodno arheološko najdišče v južni Bosni in Hercegovini, v bližini reke Neretve (ali Narenta) in hrvaške meje. Najdišče so prvič odkrili v poznem 20. stoletju, zgodovino Desila pa lahko zasledimo že od antičnih časov. Preiskave arheološke ekipe Univerze v Mostarju leta 2007 so odkrile številne potopljene čolne na dnu majhnega jezera v dolini Desilo. Arheologi verjamejo, da so ti čolni ilirske ladje, ki segajo v 1. in 2. stoletje pred našim štetjem. Nadaljnja izkopavanja arheologov z univerze v Oslu v letu 2008 so našla dokaze, da je bil Desilo ilirsko trgovsko mesto. Te arheološke najdbe so pomembne, ker so prvo znano odkritje ilirskih ladij. Poleg tega Desilo, ki je deloval kot trgovsko središče, kaže na mirne interakcije med Iliri in Rimljani.

## Zgodovina
Podvodno arheološko najdišče Desilo je bilo prvič odkrito in uradno zabeleženo leta 1972 . Leži 20 kilometrov od obale reke Neretve. V dobi antične Bosne in Hercegovine je bila Neretva dom starih ilirskih plemen Ardijejci in Daorsi (ali Daversi).  Desilo leži v bližini več prehodov za kopenski promet v smeri proti glavnemu mestu Daorson in rimski koloniji Narona. Danes  Desilo leži v Hutovem blatu, naravnem parku ob reki Neretvi  Arheološke raziskave v letih 2007 in 2008 so arheologom in zgodovinarjem zagotavljale informacije o Desilovi funkciji in pomenu v antičnih časih.

## Arheološka izkopavanja in najdbe
Marca 2007 sta profesorica Snježana Vasilj z univerze v Mostarju in njena arheološka ekipa našli 16 ilirskih čolnov več kot 6 metrov pod vodno gladino v Desilu . To odkritje je prvo te vrste: ilirske ladje so bile zgodovinarjem prej znane le skozi grške in rimske mite. [10] Ladje so bile prekrite z drobci amfor, rimskih vrčev za shranjevanje vina. Iz najdb čolna sta Vasiljeva in njena arheološka ekipa sklenila, da so Rimljani potopili ladje v maščevanju zaradi ilirskega gusarskega napada .
Arheologa Marina Prusac in Adam Lindhagen z univerze v Oslu se nista povsem strinjala z razlago arheološke ekipe profesorice Vasiljeve. Dejali so, da je Desilova bližina rimske kolonije Narona in njegova lega na najbolj notranji točki zaliva malo verjetno, da bi se lahko pojavile gusarske dejavnosti. Namesto tega so mislili, da lokacija Desila nakazuje, da je mesto delovalo kot trgovsko središče. Jeseni leta 2008 sta arheološka skupina Prusac in Lindhagen izvedla tretjo znano podvodno raziskavo najdišča Desilo. Arheologi so iz najdb dodatnih potopljenih ladij in kosov amfor iz 1. stoletja pred našim štetjem, ostankov pristanišča in ruševin ilirskega naselja sklenili, da je bil Desilo trgovsko mesto in pomembno mesto stika med starodavni Iliri in Rimljani.

### Potopljeni čolni
Med potopljenimi ladjami so Vasiljeva in njena ekipa poleg prej omenjenih fragmentov amfor našli tudi železne rimske sulice in konjska kopita. Po njihovem mnenju te najdbe kažejo na to, da so ladje potopili Rimljani po napadu ilirskih gusarjev.
Arheološka ekipa Prusac in Lindhagen je na Desilu našla večje število čolnov, kot je bilo prej zabeleženih. Poročali so o več kot 30 potopljenih ladjah. Rimljani so te majhne čolne imenovali lembi, saj so bili znani po okretnosti. Po Lindhagenovem datiranju amfor se je zgodil časovni razmik, v katerem so potopljeni čolni.

### Amfore
Med čolni na jezerskem dnu so arheologi našli stotine kosov amfor in več kot 700 pokrovov amfor. Amfore so vrste Lamboglia 2. Lindhagen, specialist za amfore, je dejal, da te najdbe kažejo, da je bil uvoz iz rimske kolonije Narona precej obsežnejši, kot se je sprva mislilo. Lindhagen je analiziral lončenino, da bi ugotovil izvor amfor in ugotovil, da so bile narejene ob dalmatinski obali, kjer se je vino izvažalo v celotno rimsko cesarstvo.
Arheologi še vedno niso prepričani, zakaj so vse amfore razbite. Prusac in Lindhagen sta dejala, da ne verjameta, da bi Rimljani potopili na stotine amfor, ki vsebujejo njihovo vino in domnevata, da bi bile amfore morda odvržene po izpraznitvi. Opozarjata tudi, da najdbe živalskih kosti, konjskih zob, ilirske lončenine in orožja, kot so sekire in konice kopja v morju, lahko kažejo, da so Iliri izvajali obredne daritve morju. Čeprav je bila ta praksa v železni dobi pogosta v Skandinaviji, o tem iz Ilirskega območja ali okoliškega vzhodnega Jadrana še nikoli ni bilo slišati.

### Ostanki pristanišča
Lindhagen in Prusac sta odkrila ostanke pristanišča, pokopanega v strugi reke. Poligonalna stena dolžine 20 metrov in širine 60 centimetrov je bila videti trdno zgrajena. Stena je imela po svoji širini vrsto priveznih lukenj. Druga stena, najdena pod blatom v rečni strugi, ni bila tako dobro zgrajena. Arheologi so menili, da je pristanišče delovalo kot trgovsko mesto, stabilna stena pa verjetno delovala kot pomol, drugi zid pa kot jez. Med ostanki pristanišča so našli tudi veliko kosov keramike, zaradi katere so rekli, da gre za glavno trgovsko postojanko.

### Ruševine naselja
Prusac in Lindhagen sta našla ilirsko naselje približno sto metrov od pristanišča. Arheologi Jo-Simon Frøshaug Stokke, Lene Os Johannessen in Ole Christian Aslaksen so odkrili tudi teraso v brežini doline, za katero pravijo, da nakazujejo naselitev vsaj nekaj sto let, preden se je med Iliri in Rimljani zgodila kakršna koli trgovina. V bližini naselja so bili najdeni tudi deli sider, sulice in fibule ter kovinske zaponke za pritrditev oblačil, pa tudi grobove, ki so pred drugimi najdbami.

## Pomembne arheološke najdbe
Lindhagen je dejal, da je odkritje v Desilu najpomembnejša najdba vseh časov z ilirskih območij in da bo na najdišču najti še veliko več.
Najdbe, ki nakazujejo, da je bil Desilo trgovsko središče med Iliri in Rimljani, razkrivajo mirne povezave med obema skupinama. Pred tem odkritjem so se opisi Ilirov osredotočali na njihovo bojevito vedenje in zapletene odnose z Rimljani in Grki. [17] Prusac je dejal, da razkrivanje mirnih odnosov med Iliri in Rimljani dokazuje, da so Iliri sčasoma zrasli v svojih kulturnih stikih z drugimi narodi.
Prusac je še dejal, da je njihovo odkritje pomembno za razumevanje kulturnih identitet na Balkanu v starih časih. Arheološke raziskave Ilirov so bile politično uporabljene kot kulturnozgodovinsko lepilo različnih skupin v nekdanji Jugoslaviji, saj se je nevtralni izraz 'ilirski' uporabljal za vse tamkajšnje etnične skupine, vendar dokazi Prusaca in Lindhagena o mirnih odnosih dokazujejo, da so obstajale razlike med ilirskimi narodi.